# Filippo Maria Guidi
Filippo Maria Guidi, O.P., italijanski rimskokatoliški duhovnik, škof in kardinal, * 18. julij 1815, Bologna, † 27. februar 1879, Rim.

## Življenjepis
16. marca 1863 je bil povzdignjen v kardinala in imenovan za kardinal-duhovnika S. Sisto (s tega položaja je odstopil 20. junija 1877).
21. decembra 1863 je bil imenovan za nadškofa Bologne in 17. januarja 1864 je prejel škofovsko posvečenje. S položaja je odstopil 12. novembra 1871.
29. julija 1872 je bil imenovan za kardinal-škofa Frascatija.